# Лутковская, Алёна Владиславовна
Алёна Владисла́вовна Лутко́вская (род. 15 марта 1996 года, Иркутск) — российская легкоатлетка, специализирующаяся в прыжках с шестом. Обладательница мирового рекорда среди юниоров по прыжкам с шестом — 4,61 м (2015).

## Биография
Отец — Владислав Лутковский — мастер спорта по прыжкам с шестом. Мать — Наталья Девяткина — кандидат в мастера спорта в беге на 800 метров. 
Алёна занимается прыжками с шестом с 11 лет. В 2012 году стала призёром зимнего первенства России среди девушек с результатом 3,90 м, после чего на летнем первенстве была уже первой — с прыжком на 4,20 м. Зимой 2013 года она установила рекорд России для девушек своей возрастной категории (4,30 м), а летом в Казани стала второй на юниорском первенстве России. Победительница чемпионата Европы среди юниоров 2013 года.
17 февраля 2014 года стала бронзовым призёром чемпионата России в помещении, установив национальный рекорд среди юниоров — 4,50 м. Также она выполнила норматив мастера спорта международного класса. 24 июля 2014 года стала чемпионкой мира среди юниоров.
28 февраля 2015 года на победном для Алёны турнире в немецком Цвейбрюкене обновила свой же национальный рекорд среди юниоров прыгнув на 4,54 м.
Тренировалась под руководством Константина Волкова, затем своего отца Владислава Лутковского и Виталия Петрова.

## Основные результаты

### Международные
| Год  | Соревнования                   | Место проведения    | Место  | Результат |
| ---- | ------------------------------ | ------------------- | ------ | --------- |
| 2013 | Чемпионат мира среди юношей    | Донецк, Украина     | 2      | 4,15 м    |
| 2013 | Чемпионат Европы среди юниоров | Риети, Италия       | 1      | 4,30 м    |
| 2014 | Чемпионат мира среди юниоров   | Юджин,США           | 1      | 4,50 м    |
| 2014 | Чемпионат Европы               | Цюрих, Швейцария    | 7      | 4,35 м    |
| 2015 | Чемпионат Европы среди юниоров | Эскильстуна, Швеция | 2      | 4,20 м    |
| 2019 | Чемпионат мира                 | Доха, Катар         | 27 (q) | 4,35 м    |

### Национальные
| Год  | Соревнования                 | Место проведения | Место | Результат |
| ---- | ---------------------------- | ---------------- | ----- | --------- |
| 2014 | Чемпионат России в помещении | Москва           | 3     | 4,50 м    |
| 2015 | Чемпионат России в помещении | Москва           | 5     | 4,50 м    |
| 2017 | Чемпионат России в помещении | Москва           | 6     | 4,35 м    |
| 2017 | Чемпионат России             | Жуковский        | 6     | 4,30 м    |
| 2018 | Чемпионат России в помещении | Москва           | 7     | 4,25 м    |
| 2019 | Чемпионат России в помещении | Москва           | 6     | 4,30 м    |